# Liste des cratères de la Lune, L-N
Voici une partie de la liste des cratères de la Lune. Quand un cratère possède des cratères satellites, ceux-ci sont décrits dans l'article du cratère principal.

## L
| Cratère          | Diamètre | Éponyme                                                                 |
| ---------------- | -------- | ----------------------------------------------------------------------- |
| L. Clark         | 16 km    | Laurel Clark (1961–2003)                                                |
| La Caille        | 67 km    | Nicolas-Louis de Lacaille (1713-1762)                                   |
| La Condamine     | 37 km    | Charles Marie de La Condamine (1701-1774)                               |
| La Pérouse       | 77 km    | Jean-François de Galoup, Comte De La Pérouse (1741-1788)                |
| Lacchini         | 58 km    | Giovanni Lacchini (1884-1967)                                           |
| Lacroix          | 37 km    | Sylvestre-François Lacroix (1765-1843)                                  |
| Lade (en)        | 55 km    | Heinrich Eduard von Lade (1817-1904)                                    |
| Lagalla (en)     | 85 km    | Giulio Cesare Lagalla (en) (1571-1624)                                  |
| Lagrange         | 225 km   | Joseph Louis Lagrange (1736-1813)                                       |
| Lalande          | 24 km    | Joseph Jérôme Lefrançois de Lalande (1732-1807)                         |
| Lallemand        | 18 km    | André Lallemand (1904-1978)                                             |
| Lamarck          | 100 km   | Jean-Baptiste Pierre Antoine de Monet, Chevalier de Lamarck (1744-1829) |
| Lamb (en)        | 106 km   | Sir Horace Lamb (1849-1934)                                             |
| Lambert (en)     | 30 km    | Johann Heinrich Lambert (1728-1777)                                     |
| Lamé             | 84 km    | Gabriel Lamé (1795-1870)                                                |
| Lamèch           | 13 km    | Félix Chemla Lamèch (1894-1962)                                         |
| Lamont (en)      | 106 km   | Johann von Lamont (1805-1879)                                           |
| Lampland (en)    | 65 km    | Carl Otto Lampland (1873-1951)                                          |
| Landau (en)      | 214 km   | Lev Davidovich Landau (1908-1968)                                       |
| Lander (en)      | 40 km    | Richard Lemon Lander (1804-1834)                                        |
| Landsteiner (en) | 6 km     | Karl Landsteiner (1868-1943)                                            |
| Lane (en)        | 55 km    | Jonathan Homer Lane (1819-1880)                                         |
| Langemak (en)    | 97 km    | Georgy Erikhovich Langemak (1898-1938)                                  |
| Langevin         | 58 km    | Paul Langevin (1872-1946)                                               |
| Langley (en)     | 59 km    | Samuel Pierpont Langley (1834-1906)                                     |
| Langmuir (en)    | 91 km    | Irving Langmuir (1881-1957)                                             |
| Langrenus        | 127 km   | Michael Florent van Langren (circa 1600-1675)                           |
| Lansberg (en)    | 38 km    | Philippe van Lansberg (1561-1632)                                       |
| Larmor (en)      | 97 km    | Sir Joseph Larmor (1857-1942)                                           |
| Lassell (en)     | 23 km    | William Lassell (1799-1880)                                             |
| Laue (en)        | 87 km    | Max von Laue (1879-1960)                                                |
| Lauritsen (en)   | 52 km    | Charles Christian Lauritsen (1892-1968)                                 |
| Lavoisier        | 70 km    | Antoine-Laurent de Lavoisier (1743-1794)                                |
| Lawrence (en)    | 24 km    | Ernest Orlando Lawrence (1901-1958)                                     |
| Lawrence (en)    | 24 km    | Robert Henry Lawrence, Jr. (1935-1993)                                  |
| Le Gentil        | 128 km   | Guillaume Hyacinthe Le Gentil (1725-1792)                               |
| Le Monnier       | 60 km    | Pierre Charles Le Monnier (1715-1799)                                   |
| Le Verrier       | 20 km    | Urbain Jean Le Verrier (1811-1877)                                      |
| Leakey (en)      | 12 km    | Louis Seymour Bazett Leakey (1903-1972)                                 |
| Leavitt (en)     | 66 km    | Henrietta Swan Leavitt (1868-1921)                                      |
| Lebedev          | 102 km   | Pyotr Nikolaevich Lebedev (1866-1912)                                   |
| Lebedinskiy (en) | 62 km    | Aleksandr I. Lebedinskiy (1913-1967)                                    |
| Lebesgue         | 11 km    | Henri-Léon Lebesgue (1875-1941)                                         |
| Lee (en)         | 41 km    | John Lee (1783-1866)                                                    |
| Leeuwenhoek (en) | 125 km   | Antoni van Leeuwenhoek (1632-1723)                                      |
| Legendre         | 78 km    | Adrien-Marie Legendre (1752-1833)                                       |
| Lehmann (en)     | 53 km    | Jacob Heinrich Wilhelm Lehmann (en) (1800-1863)                         |
| Leibnitz         | 245 km   | Gottfried Wilhelm von Leibniz (1646-1716)                               |
| Lemaître         | 91 km    | Georges Lemaître (1894-1966)                                            |
| Lents (en)       | 21 km    | Heinrich Friedrich Emil Lenz (1804-1865)                                |
| Leonov (en)      | 33 km    | Aleksei Arkhipovich Leonov (1934-2019)                                  |
| Lepaute          | 16 km    | Nicole-Reine Lepaute (1723-1788)                                        |
| Letronne         | 116 km   | Jean-Antoine Letronne (1787-1848)                                       |
| Leucippus (en)   | 56 km    | Leucippe (vivant circa 440 Av. J.-C.)                                   |
| Leuschner (en)   | 49 km    | Armin Otto Leuschner (1868-1953)                                        |
| Levi-Civita (en) | 121 km   | Tullio Levi-Civita (1873-1941)                                          |
| Lewis (en)       | 42 km    | Gilbert Newton Lewis (1875-1946)                                        |
| Lexell (en)      | 62 km    | Anders Johann Lexell (1740-1784)                                        |
| Ley              | 79 km    | Willy Ley (1906-1969)                                                   |
| Licetus (en)     | 74 km    | Fortunio Liceti (1577-1657)                                             |
| Lichtenberg (en) | 20 km    | Georg Christoph Lichtenberg (1742-1799)                                 |
| Lick             | 31 km    | James Lick (1796-1876)                                                  |
| Liebig           | 37 km    | Freiherr Justus von Liebig (1803-1873)                                  |
| Lilius           | 61 km    | Luigi Giglio (? -1576)                                                  |
| Linda            | 1 km     | (prénom féminin)                                                        |
| Lindbergh        | 12 km    | Charles Lindbergh (1902-1974)                                           |
| Lindblad         | 66 km    | Bertil Lindblad (1895-1965)                                             |
| Lindenau         | 53 km    | Bernhard von Lindenau (1780-1854)                                       |
| Lindsay          | 32 km    | Eric Mervyn Lindsay (en) (1907-1974)                                    |
| Linné            | 2 km     | Carl von Linné (1707-1778)                                              |
| Liouville        | 16 km    | Joseph Liouville (1809-1882)                                            |
| Lippershey       | 6 km     | Hans Lippershey (? -1619)                                               |
| Lippmann         | 160 km   | Gabriel Lippmann (1845-1921)                                            |
| Lipskiy          | 80 km    | Yuriy N. Lipskiy (1909-1978)                                            |
| Litke            | 39 km    | Fiodor Petrovitch Litke (Lütke) (1797-1882)                             |
| Littrow          | 30 km    | Johann Josef von Littrow (1781-1840)                                    |
| Lobachevskiy     | 84 km    | Nikolaï Lobatchevski (1793-1856)                                        |
| Lockyer          | 34 km    | Sir Joseph Norman Lockyer (1836-1920)                                   |
| Lodygin          | 62 km    | Alexander Nikolayevich Lodygin (1847-1923)                              |
| Loewy            | 24 km    | Moritz Loewy (1833-1907)                                                |
| Lohrmann         | 30 km    | Wilhelm Gotthelf Lohrmann (1796-1840)                                   |
| Lohse            | 41 km    | Oswald Lohse (1845-1915)                                                |
| Lomonosov        | 92 km    | Mikhaïl Lomonossov (1711-1765)                                          |
| Longomontanus    | 157 km   | Christian Sørensen Longomontanus (1562-1647)                            |
| Lorentz          | 312 km   | Hendrik Antoon Lorentz (1853-1928)                                      |
| Louise           | 0.8 km   | (prénom féminin)                                                        |
| Louville         | 36 km    | Jacques d'Allonville, chevalier de Louville (1671-1732)                 |
| Love             | 84 km    | Augustus Edward Hough Love (1863-1940)                                  |
| Lovelace (en)    | 54 km    | William Randolph Lovelace (1907-1965)                                   |
| Lovell           | 34 km    | James Lovell (1928-live)                                                |
| Lowell           | 66 km    | Percival Lowell (1855-1916)                                             |
| Lubbock          | 13 km    | John William Lubbock (1803-1865)                                        |
| Lubiniezky (en)  | 43 km    | Stanislaus Lubiniezky (1623-1675)                                       |
| Lucian           | 7 km     | Lucien de Samosate (125-190)                                            |
| Lucretius        | 63 km    | Lucrèce (circa 95-55 Av. J.-C.)                                         |
| Ludwig           | 23 km    | Carl Friedrich Wilhelm Ludwig (1816-1895)                               |
| Lundmark (en)    | 106 km   | Knut Emil Lundmark (1889-1958)                                          |
| Luther           | 9 km     | Robert Luther (1822-1900)                                               |
| Lyapunov         | 66 km    | Alexandre Mikhaïlovitch Liapounov (1857-1918)                           |
| Lyell            | 32 km    | Sir Charles Lyell (1797-1875)                                           |
| Lyman            | 84 km    | Theodore Lyman (1874-1954)                                              |
| Lyot             | 132 km   | Bernard Ferdinand Lyot (1897-1952)                                      |

## M
| Cratère           | Diamètre | Éponyme                                                          |
| ----------------- | -------- | ---------------------------------------------------------------- |
| Mach              | 180 km   | Ernst Mach (1838-1916)                                           |
| Maclaurin         | 50 km    | Colin Maclaurin (1698-1746)                                      |
| Maclear           | 20 km    | Thomas Maclear (1794-1879)                                       |
| MacMillan         | 7 km     | William Duncan MacMillan (1871-1948)                             |
| Macrobius         | 64 km    | Macrobe (circa 410)                                              |
| Mädler            | 27 km    | Johann Heinrich Mädler (1794-1874)                               |
| Maestlin          | 7 km     | Michael Maestlin (1550-1631)                                     |
| Magelhaens        | 40 km    | Ferdinand Magellan (1480-1521)                                   |
| Maginus           | 194 km   | Giovanni Antonio Magini (1555-1617)                              |
| Main              | 46 km    | Robert Main (1808-1878)                                          |
| Mairan            | 40 km    | Jean-Jacques Dortous de Mairan (1678-1771)                       |
| Maksutov          | 83 km    | Dmitri Dmitrievich Maksutov (1896-1964)                          |
| Malapert          | 69 km    | Charles Malapert (1581-1630)                                     |
| Mallet            | 58 km    | Robert Mallet (1810-1881)                                        |
| Malyy             | 41 km    | Aleksandr L. Malyy (1907-1961)                                   |
| Mandel'shtam (en) | 197 km   | Leonid Isaakovich Mandel'shtam (1879-1944)                       |
| Manilius          | 38 km    | Marcus Manilius (? -circa 50 Av. J.-C.)                          |
| Manners           | 15 km    | Russell Henry Manners (1800-1870)                                |
| Manuel            | 0.5 km   | (prénom masculin espagnol)                                       |
| Manzinus          | 98 km    | Carlo Antonio Manzini (1599-1677)                                |
| Maraldi           | 39 km    | Giovanni Domenico Maraldi (1709-1788)                            |
| Maraldi           | 39 km    | Jacques Philippe Maraldi (1665-1729)                             |
| Marci             | 25 km    | Jan Marek Marci von Kronland (1595-1667)                         |
| Marco Polo        | 28 km    | Marco Polo (1254-1324)                                           |
| Marconi           | 73 km    | Guglielmo Marconi (1874-1937)                                    |
| Marinus           | 58 km    | Marinus de Tyr (circa 70-circa 130 AD)                           |
| Mariotte          | 65 km    | Edme Mariotte (1620-1684)                                        |
| Marius            | 41 km    | Simon Marius (1570-1624)                                         |
| Markov            | 40 km    | Aleksandr Vladimirovich Markov (1897-1968)                       |
| Markov            | 40 km    | Andrei Andreevich Markov (1856-1922)                             |
| Marth             | 6 km     | Albert Marth (1828-1897)                                         |
| Mary              | 1 km     | (forme anglaise d'un prénom féminin hébreu)                      |
| Maskelyne         | 23 km    | Nevil Maskelyne (1732-1811)                                      |
| Mason             | 33 km    | Charles Mason (1730-1787)                                        |
| Maunder           | 55 km    | Annie Scott Dill Maunder (née Russell) (1868-1947)               |
| Maunder           | 55 km    | Edward Walter Maunder (1851-1928)                                |
| Maupertuis        | 45 km    | Pierre Louis de Maupertuis (1698-1759)                           |
| Maurolycus        | 114 km   | Francesco Maurolico (1494-1575)                                  |
| Maury             | 17 km    | Matthew Fontaine Maury (1806-1873)                               |
| Maury             | 17 km    | Antonia Caetana Maury (1866-1952)                                |
| Mavis             | 1 km     | (prénom féminin écossais)                                        |
| Maxwell           | 107 km   | James Clerk Maxwell (1831-1879)                                  |
| McAdie            | 45 km    | Alexander George McAdie (1863-1943)                              |
| McAuliffe (en)    | 19 km    | Christa McAuliffe (1948-1986)                                    |
| McClure           | 23 km    | Robert Le Mesurier McClure (1807-1873)                           |
| McCool            | 21 km    | William Cameron McCool (1961–2003)                               |
| McDonald          | 7 km     | William Johnson McDonald (1844-1926)                             |
| McDonald          | 7 km     | Thomas Logie McDonald (1901-1973)                                |
| McKellar          | 51 km    | Andrew McKellar (1910-1960)                                      |
| McLaughlin        | 79 km    | Dean Benjamin McLaughlin (1901-1965)                             |
| McMath            | 86 km    | Francis Charles McMath (en) (1867-1938)                          |
| McMath            | 86 km    | Robert Raynolds McMath (1891-1962)                               |
| McNair (en)       | 29 km    | Ronald Erwin McNair (1950-1986)                                  |
| McNally           | 47 km    | Paul A. McNally (1890-1955)                                      |
| Mechnikov         | 60 km    | Il'ya Il'ich Mechnikov (1845-1916)                               |
| Mee               | 126 km   | Arthur Butler Phillips Mee (en) (1860-1926)                      |
| Mees              | 50 km    | Charles Edward Kenneth Mees (1882-1960)                          |
| Meggers           | 52 km    | William F. Meggers (1888-1968)                                   |
| Meitner           | 87 km    | Lise Meitner (1878-1968)                                         |
| Melissa           | 18 km    | (prénom féminin grec)                                            |
| Mendel            | 138 km   | Gregor Mendel (1822-1884)                                        |
| Mendeleev         | 313 km   | Dmitri Mendeleïev (1834-1907)                                    |
| Menelaus          | 26 km    | Ménélaos d'Alexandrie (env. 98)                                  |
| Menzel            | 3 km     | Donald Howard Menzel (1901-1976)                                 |
| Mercator          | 46 km    | Gerardus Mercator (1512-1594)                                    |
| Mercurius         | 67 km    | Mercure                                                          |
| Merrill           | 57 km    | Paul Merrill (1887-1961)                                         |
| Mersenius         | 84 km    | Marin Mersenne (1588-1648)                                       |
| Meshcherskiy      | 65 km    | Ivan Vsevolodovich Meshcherskiy (en) (1859-1935)                 |
| Messala           | 125 km   | Messala (? -circa 815)                                           |
| Messier           | 11 km    | Charles Messier (1730-1817)                                      |
| Metius            | 87 km    | Adriaan Adriaanszoon (appelé également Metius) (1571-1635)       |
| Meton             | 130 km   | Méton (? -vivant en 432 Av. J.-C.)                               |
| Mezentsev         | 89 km    | Yurij B. Mezentsev (1929-1965)                                   |
| Michael           | 180 km   | (prénom masculin anglais)                                        |
| Michelson         | 123 km   | Albert A. Michelson (1852-1931)                                  |
| Milankovic        | 101 km   | Milutin Milanković (1879-1958)                                   |
| Milichius         | 12 km    | Jacob Milich (en) (1501-1559)                                    |
| Miller            | 61 km    | William Allen Miller (1817-1870)                                 |
| Millikan          | 98 km    | Robert Millikan (1868-1953)                                      |
| Mills             | 32 km    | Mark Muir Mills (1917-1958)                                      |
| Milne             | 272 km   | Edward Arthur Milne (1896-1950)                                  |
| Mineur            | 73 km    | Henri Mineur (1899-1954)                                         |
| Minkowski         | 113 km   | Hermann Minkowski (1864-1909)                                    |
| Minkowski         | 113 km   | Rudolph Minkowski (1895-1976)                                    |
| Minnaert          | 125 km   | Marcel Minnaert (1893-1970)                                      |
| Mitchell          | 30 km    | Maria Mitchell (1818-1889)                                       |
| Mitra             | 92 km    | Sisir Kumar Mitra (1890-1963)                                    |
| Möbius            | 50 km    | August Ferdinand Möbius (1790-1868)                              |
| Mohorovicic       | 51 km    | Andrija Mohorovicic (1857-1936)                                  |
| Moigno            | 36 km    | François Napoléon Marie Moigno (1804-1884)                       |
| Moiseev           | 59 km    | Nikolai Dmitrievich Moiseev                                      |
| Moissan           | 21 km    | Henri Moissan (1902-1955)                                        |
| Moltke            | 6 km     | Helmuth Karl Bernhard von Moltke (1800-1891)                     |
| Monge             | 36 km    | Gaspard Monge (1746-1818)                                        |
| Monira            | 2 km     | (prénom féminin arabe)                                           |
| Montanari         | 76 km    | Geminiano Montanari (1633-1687)                                  |
| Montgolfier       | 88 km    | Frères Montgolfier (Jacques E.: 1745-1799, Joseph M.: 1740-1810) |
| Moore             | 54 km    | Joseph Haines Moore (1878-1949)                                  |
| Moretus           | 111 km   | Théodore Moretus (1602-1667)                                     |
| Morley            | 14 km    | Edward Williams Morley (1838-1923)                               |
| Morozov           | 42 km    | Nikolaj Aleksandrovich Morozov (1854-1945)                       |
| Morse             | 77 km    | Samuel Finley Breese Morse (1791-1872)                           |
| Moseley           | 90 km    | Henry Gwyn Jeffreys Moseley (1887-1915                           |
| Mösting           | 24 km    | Johan Sigismund von Mösting (en) (1759-1843)                     |
| Mouchez           | 81 km    | Amédée Ernest Barthélemy Mouchez (1821-1892)                     |
| Moulton           | 49 km    | Forest Ray Moulton (1872-1952)                                   |
| Müller            | 22 km    | Karl Müller (en) (1866-1942)                                     |
| Murakami          | 45 km    | Harutaro Murakami (1872-1947)                                    |
| Murchison         | 57 km    | Roderick Impey Murchison (1792-1871)                             |
| Mutus             | 77 km    | Vincente Mut (Muth) (? -1673)                                    |

## N
| Cratère      | Diamètre | Éponyme                                               |
| ------------ | -------- | ----------------------------------------------------- |
| Nagaoka      | 46 km    | Hantarō Nagaoka (1865-1940)                           |
| Nansen       | 104 km   | Fridtjof Nansen (1861-1930)                           |
| Naonobu      | 34 km    | Naonobu Ajima (circa 1732-1798)                       |
| Nasireddin   | 52 km    | Nasir al-Din al-Tusi (1201-1274)                      |
| Nasmyth      | 76 km    | James Nasmyth (1808-1890)                             |
| Nassau       | 76 km    | Jason John Nassau (en) (1893-1965)                    |
| Natasha      | 12 km    | (prénom féminin)                                      |
| Naumann      | 9 km     | Karl Friedrich Naumann (1797-1873)                    |
| Neander      | 50 km    | Michael Neander (1529-1581)                           |
| Nearch       | 75 km    | Nearchus (? : vivant en 312 Av. J.-C.)                |
| Necho        | 30 km    | Nékao II (610-593 Av. J.-C.)                          |
| Neison       | 53 km    | Edmund Neville Nevill (1849-1940)                     |
| Neper (en)   | 137 km   | John Napier (1550-1617)                               |
| Nernst       | 116 km   | Walther Hermann Nernst (1864-1941)                    |
| Neujmin      | 101 km   | Grigorij N. Neujmin (1885-1946)                       |
| Neumayer     | 76 km    | Georg von Neumayer (1826-1909)                        |
| Newcomb      | 41 km    | Simon Newcomb (1835-1909)                             |
| Newton       | 78 km    | Isaac Newton (1643-1727)                              |
| Nicholson    | 38 km    | Seth Barnes Nicholson (1891-1963)                     |
| Nicolai (en) | 42 km    | Friedrich Bernhard Gottfried Nicolai (en) (1793-1846) |
| Nicollet     | 15 km    | Jean Nicolas Nicollet (1786-1843)                     |
| Nielsen      | 9 km     | Axel V. Nielsen (en) (1902-1970)                      |
| Nielsen      | 9 km     | Harald Herborg Nielsen (en) (1903-1973)               |
| Niepce       | 57 km    | Nicéphore Niépce (1765-1833)                          |
| Nijland      | 35 km    | Albertus Antonie Nijland (1868-1936)                  |
| Nikolayev    | 41 km    | Andriyan G. Nikolayev (1929-2004)                     |
| Nishina      | 65 km    | Yoshio Nishina (1890-1951)                            |
| Nobel        | 48 km    | Alfred B. Nobel (1833-1896)                           |
| Nobile       | 73 km    | Umberto Nobile (1885-1978)                            |
| Nobili       | 42 km    | Leopoldo Nobili (1784-1835)                           |
| Nöggerath    | 30 km    | Johann Jakob Nöggerath (1788-1877)                    |
| Nonius       | 69 km    | Pedro Nuñez Salaciense (Petrus Nonius) (1502-1578)    |
| Norman       | 10 km    | Robert Norman (? : vivant en circa 1590)              |
| Nöther       | 67 km    | Emmy Noether (1882-1935)                              |
| Numerov      | 113 km   | Boris Vasil'evich Numerov (1891-1941)                 |
| Nunn         | 19 km    | Joseph Nunn (1905-1968)                               |
| Nušl         | 61 km    | František Nušl (1867-1925)                            |